# Élisabeth av Frankrike (1764–1794)

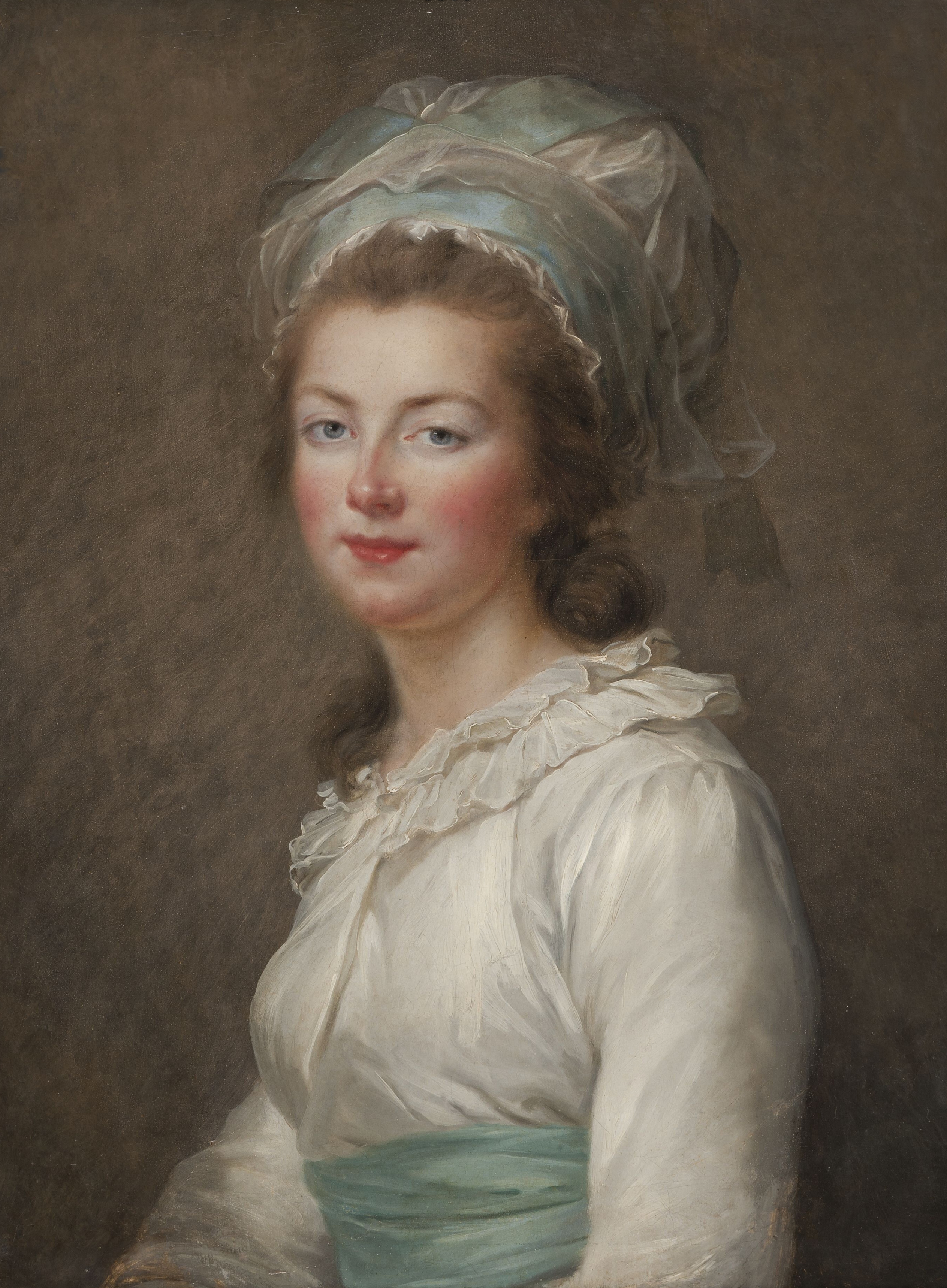
Élisabeth-Philippine av Frankrike av Élisabeth Vigée-Lebrun.

Élisabeth Philippine Marie Hélène av Frankrike, känd som Madame Élisabeth, född 3 maj 1764 i Versailles, död 10 maj 1794 i Paris, var en fransk prinsessa, dotter till kronprins Ludvig av Frankrike och Maria Josefa av Sachsen, syster till kung Ludvig XVI av Frankrike och svägerska till Marie-Antoinette. Hon avrättades under franska revolutionen. Hon betraktas av den romersk-katolska kyrkan som en martyr och vördas som Guds tjänare.

## Före revolutionen
Elisabeth blev tidigt föräldralös och fick en fin utbildning, högre än sin svägerska Marie-Antoinette. Hon och hennes syster förevisades konstakademin av sin guvernant madame de Marsan, och hon kom att intressera sig för konst, där hon visade talang. En del av hennes tavlor finns bevarade i Versailles. Hon beskrivs också som en skicklig ryttare. 
År 1778 förklarades henne uppfostran formellt som avslutad och hon fick då lämna barnkammaren, fick sitt eget hushåll och börja bevista hovlivet. Hon mottog äktenskapsförslag från både Portugal och Savojen, men ville själv inte gifta sig, eftersom hon då skulle tvingas lämna Frankrike. Då hon år 1777 mottog ett förslag om att gifta sig med Josef II (tysk-romersk kejsare), fick hon sin bror kungens tillstånd att tacka nej och förbli ogift.
Hon betraktade hovlivet som moraliskt skadligt och föredrog att inte delta i det annat än när det var absolut nödvändigt. I stället tillbringade hon nästan all tid i det hus i Montreuil hon fick i gåva av kungen år 1781, där hon ägnade sig åt trädgårdsskötsel, att utöva välgörenhet i den närliggande byn, och att fortsätta upprätthålla rutinerna med lektioner och umgänge med sina gamla guvernanter som hon hade följt i barnkammaren. 
Élisabeth fostrades av sina fastrar till en stark religiositet, men lyckades samtidigt behålla ett visst personligt oberoende. Hon beskrivs som tankfull och självständig. Den välgörenhet hon utövade i förening med hennes personliga enkla livsstil gav henne en del sympati från allmänheten. 
Hennes relation till kungaparet var inte konfliktfri: hon kände lojalitet mot sin bror kungen i hans egenskap av kung, men såg honom personligen som för passiv och eftergiven; och hon respekterade Marie Antoinette i hennes egenskap av drottning och svägerska, men såg henne som för lättsinnig för kronans bästa.  Hennes näst äldste bror, greven av Provence, beskrivs som hennes favorit på ett mer personligt plan.

## Under revolutionen
Vid franska revolutionens utbrott valde hon att avstå från att bo med fastrarna och i stället följa kungafamiljen till Paris och bosätta sig med dem i Tuilerierna. 
Hon var en kompromisslös ultrarojalist, och stödde från 1790 tanken på en utländsk intervention av franska exilrojalister.  
Hon brevväxlade med sin landsflyktige bror greven av Artois. Ett av hennes brev, där hon förklarade sitt motstånd mot alla inskränkningar i monarkin och kyrkan och att det enda sättet att återställa kungamakten var utländsk intervention, eftersom hennes bror kungen var så passiv att han skrev under alla reformer som lades framför honom, beslagtogs och lästes upp i nationalförsamlingen.
Då hennes fastrar lämnade Frankrike valde hon att stanna, och hon var med under kungafamiljens misslyckade flyktförsök till Varennes 1791.
Under Demonstrationen den 20 juni 1792 visade hon sig för folkmassan, som misstog henne för drottningen. Efter stormningen av Tuilerierna (10 augusti) fängslades hon i Temple tillsammans med resten av kungafamiljen.

## Fängelse och avrättning
Élisabeth fortsatte upprätthålla kontakt med omvärlden i fängelset genom Madame Thibault, Saint-Brice och Jarjayes. Hon kvarstannade i fängelset Temple med sin systerdotter efter att kungen avrättats och drottningen och kronprinsen flyttats därifrån. "Elisabeth Capet" uppfattades inte som farlig ens av Robespierre, och den ursprungliga tanken hade varit att hon skulle utvisas. 
Den 9 maj 1794 fördes hon dock till Conciergiet och ställdes inför en revolutionstribunal. Hon anklagades för att assistans vid kungens flyktförsök 1791, för finansiering av exilrojalister, uppmuntran av rojalistgardet under stormningen av Tuilerierna 1792 och för att ha utsatt sin brorson kronprinsen för sexuella övergrepp.  
Vid rättegången ska hon, då man kallade henne "tyrannens syster", ha svarat: "Om min bror hade varit vad ni kallade honom skulle ni inte ha varit där ni är, eller jag var jag är." Hon dömdes till döden och avrättades 10 maj 1794 genom giljotin på Place de la Revolution. 
Hon var en av tjugofem dödsdömda och fick bevittna avrättningen av alla de övriga innan hon fördes upp sist, trots att hon placerats längst fram vid giljotinen: alla de övriga i kärran ska ha kysst henne och fått hennes välsignelse då de gick upp på podiet. Då hon lade sig tillrätta gled hennes sjal upp över hennes nakna axlar, och hennes sista ord, riktade till bödeln, ska ha varit: "Täck över mig, monsieur, i anständighetens namn!"

## Saligförklaring och kanonisering
1953 erkände påven Pius XII genom dekret vad man kallade för hennes heroiska karaktär på grund av vad som betraktades som hennes martyrskap.  Élisabeth förklarades som Guds tjänare, och orsaken till saliggörelsen presenterades officiellt den 23 december 1953 av kardinal Maurice Feltin, ärkebiskop i Paris. År 2016 återaktiverade kardinal André Vingt-Trois, ärkebiskop av Paris, orsaken till saligförklaringen. Xavier Snoëk, pastor i församlingen Sainte-Élisabeth-de-Ungern, utsågs till postulator för saken (kyrka i det gamla tempeldistriktet där Élisabeth fängslades), och i maj 2017 erkände han föreningen för de trogna promotorerna av deras sak. Den 15 november 2017 hoppas kardinal Vingt-Trois efter samråd med den franska biskopkonferensen och nihil obstat från Helgonkongregationen i Rom att processen kommer att leda till kanoniseringen av Madame Elisabeth, syster till Louis XVI.